# Inga pinetorum
Inga pinetorum är en ärtväxtart som beskrevs av Henri François Pittier. Inga pinetorum ingår i släktet Inga och familjen ärtväxter. Inga underarter finns listade i Catalogue of Life.